# Frans Vanistendael
Franciscus (Frans) Vanistendael (Ukkel, 13 mei 1942 – Leuven, 27 oktober 2021) was een Belgisch jurist.

## Biografie
Na zijn humaniora studeerde hij rechten aan de Katholieke Universiteit Leuven, met aanvullende diploma's in het notariaat, filosofie (baccalaureaat) en een "Master of Law" aan de Yale-universiteit in de Verenigde Staten. Hij startte bij de Brusselse balie, maar vatte al vlug een academische carrière aan. Hij was onder meer gastprofessor aan de Kansai University in Osaka, de Monash University in Melbourne en de Universiteit van Sydney. 
In 1980 werd hij kabinetsadviseur van de Belgische minister van Financiën en van 1986 tot 1987 was hij koninklijk commissaris voor belastinghervorming.
Hij was gewoon hoogleraar fiscaal recht aan de Katholieke Universiteit Leuven waar hij van 1999 tot 2005 decaan was van de Faculteit Rechtsgeleerdheid. Hij doceerde eveneens aan de Fiscale Hogeschool in Brussel.
Als internationaal expert in belastingwetgeving was hij onder meer verbonden aan de Europese Commissie voor harmonisering van de wetgeving, lid van de Belgische Hoge Raad van Financiën, raadgever bij het Internationaal Monetair Fonds en de OESO. Tevens was hij lid van de raad van commissarissen van het International Bureau of Fiscal Documentation in Amsterdam.
Hij had ook veel interesse voor het onderwijs in belastingmateries en stichtte de European Law Faculties Association, waarvan hij de eerste voorzitter was van 1995 tot 1997. Een samenwerkingsverband tussen verschillende Europese rechtsfaculteiten.
Frans Vanistendael was ook lid van de Coudenberggroep, en is de broer van schrijver Geert van Istendael.